# منتخب فنزويلا لسباعيات الرغبي للسيدات
منتخب فنزويلا الوطني لسباعيات الرغبي للسيدات (بالإسبانية: Selección femenina de rugby 7 de Venezuela)‏ هو ممثل فنزويلا الرسمي في المنافسات الدولية في الرغبي للسيدات.